# Fußball-Oberliga 1982/83
Die Saison 1982/83 der Oberliga war die neunte Saison der Oberliga als dritthöchste Spielklasse im Fußball in Deutschland nach der Einführung der zweigleisigen – später eingleisigen – 2. Fußball-Bundesliga zur Saison 1974/75.

## Oberligen
- Oberliga Baden-Württemberg 1982/83
- Bayernliga 1982/83
- Oberliga Berlin 1982/83
- Oberliga Hessen 1982/83
- Oberliga Nord 1982/83
- Oberliga Nordrhein 1982/83
- Oberliga Südwest 1982/83
- Oberliga Westfalen 1982/83

## Aufstieg zur 2. Bundesliga
In den zwei Aufstiegsrunden gelangen Rot-Weiß Oberhausen und dem SSV Ulm 1846 jeweils als Gruppensieger sowie dem SC Charlottenburg und dem 1. FC Saarbrücken jeweils als Gruppenzweiter der Aufstieg in die 2. Bundesliga.